# Гидролиз торфа
Гидро́лиз то́рфа (англ. peat hydrolysis; нем. Torfhydrolyse f) — переработка торфа на основе взаимодействия его органических компонентов с водой. 
Этот процесс проводится при повышенной температуре в присутствии кислотных катализаторов. При гидролизе торфа происходит последовательная деструкция макромолекул полисахаридов торфа вплоть до моносахаров. Продукты гидролиза торфа — газопаровая, жидкая (гидролизат) и твёрдая фазы.

## Виды гидролиза торфа
Различают слабо- и сильнокислотный гидролиз торфа.
При слабокислотном гидролизе торфа реакция проводится при температуре 150—170 °C в непрерывно действующих реакторах. Выход редуцируемых веществ достигает 32 % от массы абсолютно сухого торфа; негидролизованый остаток составляет около 50 %.
Температура сильнокислотного гидролиза торфа — 130—140 °C, в раствор переводится до 94 % редуцируемых веществ выходного торфа.

## Применение
Продукты гидролиза используются в производстве кормовых дрожжей, воска, удобрений и других веществ.